# 查理·埃爾菲克

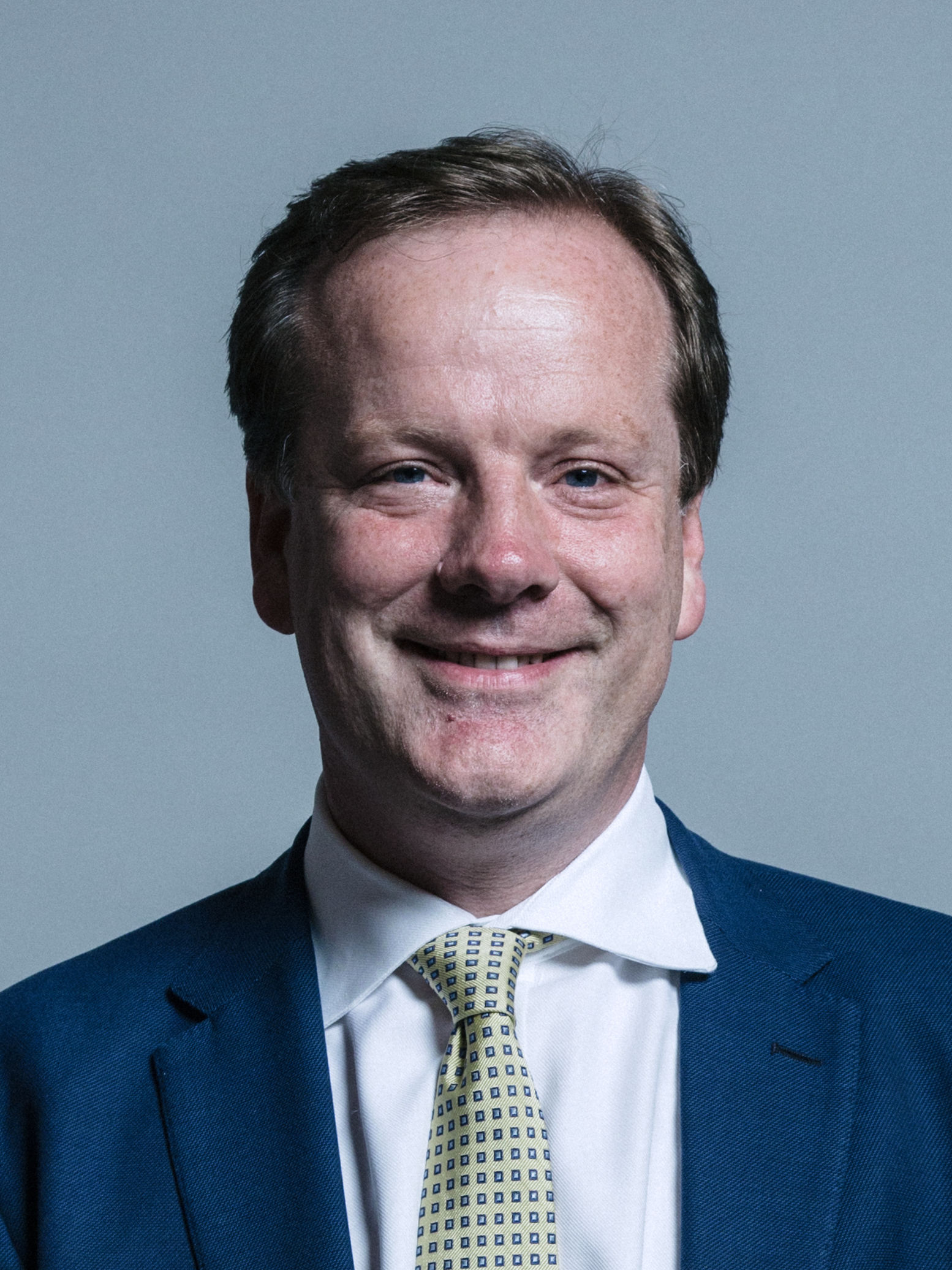
查理·埃爾菲克

查理·埃爾菲克（英語：Charlie Elphicke，1971年3月14日—）是一位英格蘭政治人物，他的黨籍是保守黨。自2010年開始，他擔任多佛選區選出的英國下議院議員。他畢業於諾丁漢大學。